# نیو چپل هیل (تگزاس)
نیو چپل هیل، تگزاس (به انگلیسی: New Chapel Hill, Texas) یک شهر در ایالات متحده آمریکا با جمعیت ۵۵۳ نفر است که در تگزاس واقع شده‌است.

## موقعیت جغرافیایی
موقعیت جغرافیایی شهرها و مناطق اطراف به شرح زیر است: